# Викторов, Валерьян Николаевич
Викторов Валерьян Николаевич (род. 12 августа 1951, Канаш) — российский государственный деятель, действительный государственный советник Российской Федерации 1-го класса (1996); экономист, доктор экономических наук, профессор (1998). 
Первый заместитель руководителя аппарата Совета Федерации Федерального Собрания Российской Федерации (1996—2014). В 2014 году — и. о. руководителя аппарата Совета Федерации.

## Биография

### Происхождение
Родился  12 августа 1951 года в городе Канаш Чувашской АССР в чувашской семье начальника финансового отдела Канашского вагоноремонтного завода Николая Ипатьевича Викторова. Воспитывался с братом Юрием. В 1973 году окончил физико-математический факультет Чувашского государственного университета им. И. Н. Ульянова.  
С 1973 по 1991 года работал младшим научным сотрудником научно-исследовательского сектора Чувашского государственного университета им. И. Н. Ульянова и в Научно-исследовательском институте языка, литературы, истории и экономики при Совете Министров Чувашской АССР заведующим отделом экономики. Одновременно с 1974 по 1976 год учился в аспирантуре Московского энергетического института, после окончании которого планировал защитить диссертацию, но все материалы сгорели во время пожара в вузе. В 1981 году получил второе высшее образование, окончив историко-филологический факультет Чувашского государственного университета им. И. Н. Ульянова.
Главные направления научной деятельности – проблемы политэкономии и экономической политики, теория управления государственными программами и крупными инвестиционными проектами, вопросы теории и практики парламентаризма. Был одним из разработчиков программы правительства Чувашской АССР по переводу экономики республики на рыночные отношения, руководил авторским коллективом по разработке программы привлечения иностранных инвестиций в экономику Чувашской АССР.

### Государственная деятельность
С 1991 года — первый заместитель председателя Государственного комитета Чувашской АССР по экономике, с 1992 по 1994 год — председатель Совета министров Чувашской ССР (Чувашской Республики).
С января 1994 по январь 1996 года — заместитель Председателя Совета Федерации Федерального Собрания Российской Федерации.
С 31 января по 27 августа 1996 года — заместитель руководителя Администрации Президента Российской Федерации (Н. Д. Егорова и А. Б. Чубайса) — начальник Главного управления президента Российской Федерации по вопросам внутренней и внешней политики государства. 
С сентября 1996 по сентябрь 2014 – первый заместитель  руководителя аппарата Совета Федерации Федерального Собрания Российской Федерации. В феврале 2014 года был назначен и. о. руководителя аппарата. С октября 2014 – руководитель центра специальных программ Санкт-Петербургского горного университета.
В 1997 году защитил докторскую диссертацию на тему «Формирование системы управления на макроуровне государственными программами и крупными инвестиционными проектами в сфере природопользования». Является автором более 100 научных работ, в т. ч. 10 монографий. 

## Семья
Отец — Викторов Николай Ипатьевич — в 1976–88 заместитель председателя Совета министров Чувашской АССР. 
Брат Викторов Юрий Николаевич — врач, кандидат медицинских наук (2004), Заслуженный работник здравоохранения Чувашской Республики.
Вторая жена — доктор исторических наук Гаврилова Людмила Михайловна — заведующая научно-хранительского отдела «Оружейная палата» Музеев Московского Кремля, кавалерственная дама Креста и Короны Pro Merito Melitensi – отдельной награды Ордена госпитальеров Св. Иоанна Иерусалимского (Орден учрежден в начале XX века и переводится как За Заслуги перед Мальтийским Орденом). Тесть — заслуженный учитель школы РСФСР Гаврилов Михаил Яковлевич.
Имеет троих детей (сын и дочь от первой жены, сын — от второй).

## Награды
- Орден «За заслуги перед Отечеством» IV степени (21 мая 2008 года) — за заслуги в укреплении законности, формировании правового государства и многолетнюю плодотворную деятельность[4]
- Орден Почёта (29 декабря 2003 года) — за заслуги в обеспечении деятельности Совета Федерации Федерального Собрания Российской Федерации и многолетнюю добросовестную работу[5]
- Орден Дружбы (30 сентября 1999 года) — за заслуги перед государством, многолетний добросовестный труд, большой вклад в укрепление дружбы и сотрудничества между народами[6]
- Почётная грамота Президента Российской Федерации (25 августа 2011 года) — за достигнутые трудовые успехи и многолетнюю добросовестную работу[7]
- Благодарность Президента Российской Федерации (9 июля 1996 года) — за активное участие в организации и проведении выборной кампании Президента Российской Федерации в 1996 году[8]
- Орден «Содружество» (14 апреля 2005 года, Межпарламентская ассамблея СНГ) — за активное участие в деятельности Межпарламентской Ассамблеи и её органов, вклад в укрепление дружбы между народами государств — участников Содружества[9]
- Почётный знак Совета Федерации «За заслуги в развитии парламентаризма»

## Работы
- Проблемы рыночной экономики и механизм их реализации. Ч., 1991 (в соавт.);
- Формирование системы управления на макроуровне государственными проектами в сфере природопользования. М., 1997;
- Совет Федерации (1996—2000) в истории парламентаризма. М., 2001 (в соавт.).